# Institute of Ethiopian Studies

L’Institute of Ethiopian Studies est un organisme de recherche dépendant de l'université d'Addis Abeba.

## Histoire
L'Institute of Ethiopian Studies est créé en 1963. Son premier directeur est l'historien Richard Pankhurst.

## Activités
L'Institute of Ethiopian Studies est installé dans une ancienne résidence d'Haile Selassie, transformé en siège de l'université lors de sa création en 1960. Outre ses missions de recherche, il assure aussi une fonction de conservation du patrimoine culturel éthiopien.
L'Institut est divisé en trois unités :
- Recherche et publications
- Bibliothèque et archives
- Musée ethnographique et artistique[1]

## Publications et conférences
L'institut publie depuis 1963 le Journal of Ethiopian Studies, avec normalement deux numéros par an. La publication a été interrompue entre 1974 et 1979.
Il organise ou co-organise les International Conferences on Ethiopian Studies dont les actes sont publiés :
- 1re, avril 1959, Rome
- 2e, juillet 1963, Manchester
- 3e, 1966, Addis Abeba
- 4e, avril 1972, Rome
- 5e, décembre 1977, Nice et avril 1978, Chicago
- 6e, avril 1980, Tel-Aviv
- 7e, avril 1982, Lund
- 8e, 1984, Addis Abeba
- 9e, 1986, Moscou
- 10e, août 1988, Paris
- 11e, avril 1991, Addis Abeba
- 12e, septembre 1994, Chicago
- 13e, décembre 1997, Kyoto
- 14e, novembre 2000, Addis Abeba
- 15e, juillet 2003, Hambourg
- 16e, juillet 2007, Trondheim[2]
- 17e, novembre 2009, Addis Abeba
- 18e, Dire Dawa
- 19e, août 2015, Varsovie